# Zpravodaj Společnosti přátel starožitných hodin
Zpravodaj přátel starožitných hodin je nejdéle vydávaným hodinářským periodikem v České republice.
Společnost přátel starožitných hodin byla založena u příležitosti výstavy historických hodin ve Šternberku. První řada zpravodaje byla vydávána od roku 1970, druhá od roku 1983. Zprvu pod záštitou Spolku přátel starých hodin při Vlastivědné společnosti muzejní v Olomouci. 
V roce 1996 vyvíjí svou činnost nadále jako Společnost přátel starožitných hodin při Vlastivědném muzeu v Olomouci.
Od roku 2014 vychází každoročně pod hlavičkou Společnosti přátel starožitných hodin při Technickém muzeu v Brně a od roku 2016 je spoluvydáván Muzeem Komenského v Přerově. Od roku 2017 do zpravodaje svými články přispívají i členové Českého spolku horologického.
Zpravodaj je plnobarevný a jako doprovod k textům je zařazován bohatý fotografický obrazový doprovod. 
Hlavními tématy je odborná hodinářská problematika, příklady z restaurátorské praxe, mapování výročí osobností oboru a informování o realizovaných exkurzích. Členové Českého spolku horologického doplňují studie o Pražském orloji a vývoji výroby hodin v českých zemích.
Periodikum bylo registrováno na Ministerstvu kultury ČR. Dále pokračuje digitalizace starších čísel zpravodaje a zveřejňování nedostupných čísel v elektronické verzi.

## Redaktoři zpravodaje
Prvním redaktorem zpravodaje se stal olomoucký historik Miloslav Čermák, který redigoval první tři čísla Zpráv (sekce Přátelé starých hodin). V jeho činnosti pokračovala olomoucká historička a muzejní kurátorka Anežka Šimková, která připravovala k vydání tři čísla staré řady i v 80. letech 20. století čísla nové řady. 
Po roce 1990 s redakcí krátce pomáhal Vladimír Foret (1926–2015). Od roku 1994 do roku 2015 jako redaktor pečlivě připravoval zpravodaje po obsahové i grafické stránce vědecký pracovník v oboru fyzikální elektronika a optika a znalec varhan z Prostějova Jiří Mlčoch (1935–2017). Prováděl sazbu v typografickém programu TEX a vtiskl tak podobu celkem 21 vydáním zpravodaje (od čísla 10 do čísla 30), pro která byl charakteristický motiv švýcarského volného kotvového kroku na barevné obálce. 
Od čísla 31 vydaného roku 2016 převzal redakci historik a ředitel Muzea Komenského v Přerově Radim Himmler (*1976). Zvětšil se formát zpravodaje (A4), bylo vytvořeno jeho nové grafické rozvržení včetně nové podoby obálky, jehož autorkou je Kristýna Sehnálková. 

## Přehled vydání

### Nová řada
40/2025 Petr Nekuža: Úvodní slovo / David Knespl: Nejstarší dochované přenosné hodiny Jakuba Čecha slaví 500 let / Jaromír Ciesla: Hvězdné hodiny / Petr Skála: Historie věžních hodin katedrály sv. Víta na Pražském hradě / Radim Himmler: Hodinářské motivy na cechovních pečetidlech / Radim Himmler, Eva Novotná, Radomír Uher: Světové hodiny a otáčivý glóbus v klášteře Rajhrad / Libor Hovorka: Spartak - první československé náramkové hodinky / Petr Nekuža: Digitální hodinky jako součást designové - výtvarné kultury / Anna Volfová, Pavel Bumba: Českokamenický orloj / Patrik Pařízek: Historické hodiny jako médium paměti a zdroj komunikace (2/2) / Ivan Kopecký: Zakázkové pendlovky s doplněním datumových číselníků / Josef Sladkovský: Zhotovení válečku / Petr Nekuža, Radim Himmler: Odborná exkurze - věžní hodiny na Hané / Radim Himmler: Kalendárium výročí hodinářských osobností na rok 2025 / Petr Nekuža: Databáze věžních hodinových strojů ze sbírky Technického muzea v Brně dostupná on-line / Literatura o hodinách / Výstavy o hodinách / Dvě stará hodinářské desatera
39/2024 Petr Nekuža: Úvodní slovo / Z. Bohuslav, S. Marušák: Astrologie na Pražském orloji / J. Ciesla: Destičkové sluneční hodiny / R. Himmler, I. Kopecký: Orloj Jana Lindušky a osudy jeho tvůrce / M. Baudisch: Restaurování věžního hodinového stroje od Jana Prokeše pro expozici Hodinárium / R. Uher: Válečkový krok ve starožitných hodinkách a jeho opravy / J. Černý: Předělání hodin se Schonbergovým nátahem na mechanický pohon skrze závaží / P. Čihař: Valašský orloj v Držkové-Ráztokách / P. Král: Jednotný čas po třídrátu IBM i s Arduinem / P. Pařízek: Historické hodiny jako médium paměti a zdroj komunikace (1/2) / R. Himmler: Kalendárium výročí hodinářských osobností na rok 2024 / R. Himmler: Vzpomínka na bývalého předsedu SPSH MUDr. Jiřího Emlera (1932-2021) / Odešel orlojník z Bernu Markus Marti (1944-2023) / Zemřel znalec a restaurátor věžních hodin Chris McKay (1949-2023) / Literatura o hodinách / Výstavy o hodinách / D. Knespl (překlad a edice): Romuald Božek. Die neue Stadtuhr (Nové městské hodiny)
38/2023 Úvodní slovo předsedy / S. Marušák: Mánesova kalendářní deska a její kopie / D. Knespl: Robertův krok - oprava chybného označení hodinového kroku / M. Boháč: Výroba hodinek ve stylu renesančním / I. Kopecký: Oprava věžního hodinového stroje v Lipníku nad Bečvou / V. Černý: Malé zamyšlení a pokus s nalezeným kouskem železa / M. Nečas: Šumperský orloj / J. Traugott: Hodináři a 3D tisk / R. Himmler: Království času Protivín / M. Baudisch, R. Himmler: Zpráva ze sympózia o středověkých orlojích v Rostocku / J. Ondráček. Co je nového v hodinářské škole / P. Pařízek: Jan Kment (*16. 11. 1943 - +14. 12. 2021) / R. Himmler: Kalendárium výročí hodinářských osobností na rok 2023 / Literatura o hodinách / Výstavy o hodinách
37/2022 Úvodní slovo předsedy / D. Knespl: Hodinář Pavel Frejlich z Litomyšle a autorství interiérového orloje Ferdinanda II. Tyrolského / D. Knesl, D. Turner: Hans Steinmassel (+1572, Praha) - 450 let od úmrtí / P. Král: Jan Táborský z Klokotské hory. Vznik a zánik měsíční pukly / M. Klikar: Stručný vývoj hodin ze Schwarzwaldu / P. Skála: Hodinové stroje z továrny F. X. Schneidera syn v Bruntále / R. Uher: Ultratenké strojky do náramkových hodinek. Oprava hodinek Audemars Piquet se strojkem AP 2003 / J. Virt: Sbirka hodin v Severočeském muzeu v Liberci / P. Nekuža: Sbírka elektrických, elektronických, digitálních a rádiem řízených hodinek / A. Šimková, Z. Šíma: Koncepce rehabilitace olomouckého orloje / R. Himmler: Kalendárium hodinářských osobností na rok 2022 / Hodinářská literatura / Hodinářské výstavy
36/2021 Úvodní slovo předsedy / D. Knespl: Od hodin nerovných k hodinám rovným / A. Švejda: Jost Burgi jako konstruktér přístrojů / P. Skála: Jan Janata a jeho věžní hodiny. K dvoustému výročí narození českého hodináře / J. Traugott: O pražském poledníku a jeho nedostatcích / D. Knespl: Chyba planetního číselníku olomouckého orloje / L. Hovorka: Květinové hodiny v Novém městě nad Metují / R. Uher: O kyvadlech a přesnosti měření času. Vahadlové kyvadlo / I. Kopecký: Oprava věžního hodinového stroje z hradu Kámen / J. Havlíček: Nový orloj v obci Točná u Prahy / A. Krkošková: Kolekce historických hodin a hodinek ve sbírkách Moravské galerie / P. Zadák: Spisovatel Jan Neruda a hodinářtví / R. Himmler Kalendárium hodinářských osobností na rok 2021 (Johann Martin, Simon Dilger, Pierre J. Droz, Jean Houdin, Charles Frodsham, Johann Fuchs, Édouard Phillips, Wilhelm Schultz, / R. Himmler: Zemřel olomoucký historik a znalec dějin hodinářství Miroslav Čermák
35/2020 Úvodní slovo předsedy / Petr Král: Eclipsoskop Karla Steinicha a Josefa Hassenteufela z roku 1911 / Patrik Pařízek: Pohyblivé mechanické figury na světských stavbách v České republice / David Knespl: Anaforické hodiny / Ivan Kopecký: Oprava sloupkových hodin s automaty, čtvrťovým bitím a hracím strojem / Vladimír Černý: Oprava hodin ze Schwarzwaldu s dvanáctihodinovým chodem a čtvrťovým bitím / Zuzana Francová: Zbierka historických hodín v Múzeu mesta Bratislavy / Miroslav Baudisch: Dvoje zajímavé hodiny z expozice děčínského Hodinária / Petr Zadák: Počítání času v Itálii za doby Johanna Wolfganga von Goethe / Radim Himmler: Kalendárium výročí hodinářských osobností za rok 2020
34/2019 Úvodní slovo předsedy / R. Kynčl: Gustav Becker / R. Uher: Závažové pendlovky s netradičním uspořádáním hnacího mechanismu / I. Kopecký: Popis opravy interiérového orloje s apoštoly / V. Černý: Planteur / D. Knespl – M. Šimek: Replika číselníkového patra olomouckého orloje dle zobrazení Josefa Vladislava Fischera z roku 1805 / J. Fomín: Minutové horizontální sluneční hodiny P. Michaela Siebera / P. Nekuža: Lodní chronometr od firmy Parkinson a Frodsham / Vojtěchův orloj ve Vojtěchově / R. Himmler: Hrad Raabs a Uhrenmuseum Karlstejn an der Thaya. Zpráva z exkurze SPSH 2019 / Výstavy o hodinách (O olomouckém orloji / Hodiny ze Schwarzwaldu) / Hodinářská literatura (R. Himmler: Olomoucký orloj / R. Kynčl – K. Uksová: Katalog expozice měření času
33/2018 Úvodní slovo předsedy / R. Himmler: Stroj olomouckého orloje od firmy Korfhage z roku 1898
32/2017 Úvodní slovo předsedy / Úvodní slovo redaktora / D. Knespl: Orloje ztracené, naštěstí ne úplně. Zaniklé pobaltské orloje ve Wismaru a Lübecku / R. Uher: Zlaté špindlovky se šnekovým vyrovnávačem tahu hnacího pera / L. Hovorka: Budíky s turbillonem / V. Černý: Moderní technologie návaru poškozené kotvy / E. Kubát: Roční hodiny z prostějovského zámku, technická hodinářská památka / R. Himmler: Expozice děčínského Hodinária rozšířena o elektrické hodiny / L. Hovorka: Ing. Zdeněk Martínek (1921 – 2015), mimořádná osobnost československého hodinářského průmyslu / Vzpomínka na Jiřího Mlčocha / R. Himmler: Hodinářské zajímavosti z Jihlavska – zpráva z exkurze SPSH 2017 / J. Ondráček: Odborná hodinářská literatura z nakladatelství Dobrý čas / Hodiny a hodinky ve sbírkách muzeí / Bezhlučný budík Junghans-Silent v časopise Časoměr / Marie von Ebner-Eschenbachová Moje sbírka hodinek
31/2016 Úvodní slovo předsedy / Úvodní slovo redaktora / R. Uher: rekonstrukce hodinového stroje ročních závažových hodin jako součást restaurování interiéru zámku v Prostějově / R. Himmler: Marie von Ebner-Eschenbachová – 100. výročí úmrtí šlechtičny, spisovatelky a hodinářky / P. Nekuža: Historické hodiny a hodinářské zajímavosti města Prostějova – zpráva z exkurze SPSH
30/2015 Informace výboru / R. Himmler: Olomoucký orloj odhalen před 60 lety / P. Nekuža: Odborná exkurze SPSH / P. Stöhrová: Hodinky PRIM 1954 – 1994 / R. Himmler: Založen Český spolek horologický / Tabulka závitů ( k tisku připravil V. Černý ) / J.A.Paukert: Jan Prokeš ( redakčně upraveno )
29/2014 Informace výboru / V. Černý: Tabulka ozubených převodů ručičkového ústrojí / E. Kubát: Několik informací z hodinářského veletrhu v Basileji 2014 / V. Černý: První pokus o založení továrny na kapesní hodinky v Čechách / V. Černý: Rady starých mistrů
28/2013 Informace výboru / Redakce: Ze starých receptářů / O. Pavelka: Velikáni rozvoje a konstrukce hodin a hodinek / O. Pavelka: Čas na moři / Pozvánka na výstavu
27/2012 Informace výboru / Redakční sdělení / František Plánička: První československý astronomický orloj / E.Kubát: Několik informací k hodinářské frézce zvané finírka / E. Kubát: Jubilejní oslava věžních hodin v Rakousku Informace výboru / Redakční sdělení / František Plánička: První československý astronomický orloj / E.Kubát: Několik informací k hodinářské frézce zvané finírka / E. Kubát: Jubilejní oslava věžních hodin v Rakousku
26/2011 Informace výboru / R. Kynčl: Historie chronometrů – chronometry ve sbírce Národního technického muzea / Recenze knihy Zdeněk Martínek: Dějiny československého hodinářského průmyslu I. a II. / Papírový čas ( převzato a zkráceno z Magazín – Víkend 2011 )
25/2010 Informace výboru / Informace redakce / E. Kubát: Katalogizace součástek pro hodinky / O. Pavelka: Náramkové hodinky / O. Pavelka: Skeletové hodiny
24/2009 Informace výboru • Komentář k uveřejněnému slovníčku • Německo-český / česko-německý slovníček
23/2008 Informace výboru • J. Mlčoch: Hudební automaty • Co nového o značce PRIM. Zajímavosti • Recenze knihy
22/2007 O. Pavelka: Úvodní slovo • Informace výboru • E. Kubát: Restaurátorská dokumentace • J. Mlčoch: Z dějin kalendáře III • O. Pavelka: Lunární disk -zajímavý doplněk hodinového stroje. Upozornění na méně kvalitní hodiny • Recenze knihy
21/2006 Informace výboru • L. Hovorka: Hodinové strojky z Nového města na M. • E. Kubát: Z historie naší společnosti ; J. Mlčoch: Z dějin kalendáře II • E. Kubát: Něco z historie povrchové úpravy kovů • Informace o hodinářském výučním oboru • J. Ondráček: Problémy dnešního hodinářského školství • Zajímavosti – Integrace švýcarského hodinářství • Pozvánka na výstavu
20/2005 Informace výboru • M. Netušil: Z historie hodinářské živnosti města Vídně III. • J. Bartušek: Olomoucký orloj z roku 1574 • E. Kubát: Seřízení tzv. westminsterského bití • Knihy – výstavy
19/2004 Informace výboru • M. Netušil: Z historie hodinářské živnosti města Vídně II. • J. Mlčoch: Z dějin kalendáře I • P. Nekuža: Karel Šebela – mechanik, sběratel, hodinář • Historie sbírky hodin (sbírka hodin – Bojnice)
18/2003 Informace výboru • Z. Martínek – L. Hovorka: Náramkové hodinky ADAST • E. Kubát: Kritéria posuzování hodinek • O. Pavelka: Výroba kukačkových hodin v Družstvu umělecké výroby ZLATNÍK v Ostravě
17/2002 Informace výboru • Z. Martínek: Stanislav Plhal – význačný sběratel historických hodin • L. Hovorka: Ladičkové hodinky • L. Hovorka: Prim ORLÍK • Technické muzeum v Brně a jeho historie • Semináře Technického muzea v Brně • P. Nekuža: Život a dílo Jana Antla – brněnského velkohodináře • Z. Martínek: Dějiny čs. hodinářského průmyslu do roku 1948 (upozornění na knihu) • E. Kubát: Postup při uvádění bicích hodin do chodu (informace pro začátečníky)
16/2001 Informace výboru • V. Foret: Připomínka ke 30. výročí naší SPSH • M. Hošková: Z historie a současnosti Vlastivědného muzea v Olomouci • J. Mlčoch: Z historie měření času • E. Kubát: Vybavení pro opravu hodinových strojů a strojků • E. Kubát: Nové hodinářské oleje • Zajímavosti: * Příběh firmy Heinz * Polná chce udržet hodinářské učiliště * Historické hodiny na Slovensku
15/2000 Informace výboru • J. Bartušek: Kalendárium – doplňková funkce hodinek • E. Kubát: Z historie automatického natahování hodinek • L. Dokoupil: Mazání hodin a hodinek • M. Netušil: Z historie hodinářské živnosti města Vídně I. • Zajímavosti: Příběh hodináře • Legislativní otázky restaurování • Výběr článků z časopisu Klenotník – hodinář
14/1999 Informace výboru • V. Foret: O současné situaci v naší SPSH • J. Mlčoch: Kyvadla • E. Kubát: Nový hodinový krok • J. Bartušek: Časové zařízení uměleckých památek • V. Foret: Několik zpráv z hodinářského časopisu dvacátých let • Zajímavosti
13/1998 A. Šimková: Olomoucký orloj před sto léty • V. Foret: O jednom z galerie vynikajících světových hodinářů • E. Kubát: Z nové historie Glasshütte • L. Dokoupil: Vlásek v hodinářství • Informace výboru a plán činnosti na rok 1998 • Adresy dodavatelů hodinářských součástek • Zajímavosti
12/1997 Stanovy Společnosti přátel starožitných hodin • F. Doležal – J. Bartušek: Lihýřové hodiny • Výběr z odborných časopisů • Sdělení redakce
11/1996 Informace výboru • V. Foret: O sběratelích hodin a naší Společnosti starožitných hodin • J. Bartušek: Kyvadlové hodiny • E. Kubát: Seznam puncovních značek platných na území České republiky (dokončení) • Zajímavosti • Adresy dodavatelů hodinářských součástek • Adresy hodinářských škol u nás
10/1994 F. Hanák: Gustav Becker • E. Kubát: Hodnocení současného stavu a perspektivy sekce • Přehled činnosti PSH za období 1983-93 (obsahy čísel Zpravodaje 1/1983 -10/1994) • Zajímavosti • Československé puncovní značky platné od 1993
9/1991 -šim-: AROO [Asociace pro rekonstrukci olomouckého orloje], s. 1-3 / Jiří Janda: Vznik a vývoj malých hodinek, s. 3-5 / V. F.: A na závěr několik perliček z hodinářské oblasti a roku 1917, s. 6-7
8/1990 Emil Kubát: Vývoj českého puncovnictví, s. 1-8
7/1988 Zemřel PhDr. Zdeněk Horský, CSc., s. 1 / Anežka Šimková: Švarcvaldské hodiny, s. 2-4 [+ obr. na s. 6-8] / Vladimír Foret: Zajímavosti z hodinářské oblasti, s. 4-5 / Drahé kovy v hodinářství, s. 5-6
6/1988 Zemřel Emanuel Poche, s. 1 / Anežka Šimková – Zdeněk Horský: Chcete si pořídit sluneční hodiny?, s. 1-4 / Jiří Janda: Skříňkové hodiny, jejich vznik a vývoj, s. 5-10 / V. F.: Zajímavosti z hodinářské oblasti, s. 11
5/1986 V. Z.: Činnost sekce „Přátel starých hodin“ v roce 1985, s. 1-2 / Vladimír Foret: Návštěva muzea v Prostějově, s. 3-4 / Jiří Janda: Bracket clock a angličtí hodináři 17. a 18. století, s. 5-9 / Vladimír Foret: Zajímavosti z hodinářské oblasti, s. 10 / Emil Kubát: Opravy hodinových pouzder – 3. část, s. 11 / Exkurse do Národního technického muzea v Praze, s. 12
4/1985 Jiří Janda: Hodiny typu „pendule“, vznik, vývoj – Francie, Švýcarsko, s. 2-4 / Emil Kubát: Opravy hodinových pouzder – 2. část, s. 5-7
3/1984 Přehled o činnosti naší sekce „Přátel starých hodin“ v roce 1984, s. 1 / Anežka Šimková: Hodinky značky Roskopf, s. 2-5 / Emil Kubát: Restaurování hodinových pouzder, s. 5-8 / Předpokládaný rozsah činnosti sekce PSH při VSM v roce 1985
2/1984 Jiří Janda: Abraham – Louis Breguet, s. 3-5 / Emil Kubát: Opravářské rady pro sběratele starožitných hodin – část 2 [čištění], s. 6-7 / V. Z.: Zajímavosti o hodinách, s. 8
1/1983 V. Z.: Činnost sekce „Přátel starých hodin“ od II. pololetí 1981, s. 1-2 / Emil Kubát: Opravářské rady pro sběratele starožitných hodin [- část 1 mazání], s. 2-4 / Jiří Lenfeld: Jak se také někdy publikuje … [kritická recenze publikace Evy Kotulové Jak lidé měřili čas z nakl. Panorama], s. 4-8)

### Stará řada
6/1973 [leden 1974?] Zdeněk Horský: Krása a složitost slunečních hodin, s. 3-12 / Abraham a Sancta Clara: Hodinář (přeložil Otto F. Babler), s. 13-18 / D. Hníková: Uhren, Das grosse Bilderlexikon der Antiquitäten (přeložila Jana Svobodová), s. 19-34 / Jana Svobodová: Recenze [Die historische Uhrensammlung Furtwangen], s. 35-40
5/1972 [duben?] Emanuel Poche: Hodiny jako výtvarný doplněk slohového interiéru, s. 3-9 / Anežka Šimková - Jaroslav Mádle: Hodiny se dvěma kyvadly, s. 11-14 / Stanislav Plhal: Kapesní chronograf – mistrovská práce neznámého pražského hodináře z 2. poloviny 19. století, s. 15-20 / Jaroslav Mádle: Nahrazení vylomeného zubu kola a kompletace hodinového stroje, s. 21-24 / Jana Svobodová: Recenze [Die historische Uhrensammlung Furtwangen], s. 25-29 / Nejdůležitější data v historickém vývoji hodin, s. 31 / Zprávy, s. 32-33 / Noví členové společnosti Přátel starých hodin, s. 34
4/1971 [říjen?] Jaroslav Smékal: Konstrukce slunečních hodin svislých a odchylných, s. 3-5 / Stanislav Plhal: Setrvačkový hodinový stroj se zarážkovým krokem s konstantní popudovou silou od Josefa Božka, vyrobené kolem roku 1825, s. 6-12 / Anežka Šimková - Jaroslav Mádle: Popis zajímavých hodin z hradu Bouzova, s. 13-17 / Josef [správně Jaroslav] Mádle: Skládání hodinového stroje a opravy ložisek, s. 18-20 / Stanislav Plhal: Jak je to s Johanem Engelbrechtem?, s. 21-22 / Jana Svobodová: Recense [Paul Melchger: Nürnberg und seine Uhrmacher vor dem 17. Jahrhundert], s. 23-28 / Literatura o hodinách, s. 28 / Radíme a doporučujeme, s. 29 / Jiří Damborský: Zpráva o činnosti výboru Přátel starých hodin ze dne 29. 5. 1971, s. 30-34 / Inzerce, s. 35 / Nejdůležitější data v historickém vývoji hodin (pokračování), s. 35 / Jiří Damborský: Zprávy, s. 36-37 / Organizační oznámení, s. 38-39 / Seznam členů – stav k 27. září 1971, s. 40-47
3/1971 [březen?] Bohumil Maleček: Hodiny a čas, s. 3-7 / Miloslav Čermák: Sluneční hodiny šternberského výrobce, s. 8- 10 / Radko Klofáč: Sbírka hodin Jihočeského muzea v Českých Budějovicích, s. 10-13 / Jaroslav Mádle: Popis jicího stroje hodin sloupkových a způsob práce při jeho čištění a opravách, s. 13-16 / Jana Svobodová: Recense [Erika Hellich: Zur Geschichte der Wiener Uhrmacherei], s. 16-19 / Jiří Damborský: Muzeum Czartoryských v Krakově, s. 19-21 / Nejdůležitější data v historickém vývoji hodin, s. 21-22 / Odborná literatura o hodinách, s. 22 / Zprávy, s. 25-26 / Inzerce, s. 26 / Seznam členů – stav k 22. únoru 1971, s. 27-30
2/1970 [prosinec?] Miloslav Čermák – Jaroslav Mádle: Torzo hodinového stroje se šnekem z r. 1509, s. 3-6 / Jaroslav Smékal: Konstrukce slunečních hodin vodorovných a jižních, s. 7-10 / Jiří Damborský: V muzeu Przypkowských v Jędrzejowě, s. 10-12 / -mák: Zmínka o hodinách v díle J. A. Komenského „Orbis sensualium pictus“, s. 13-14 / Miroslav Cop – Jindra Tesařová: Ošetřování historických hodin, s. 14-17 / Odborná literatura o hodinách, s. 17 / Zprávy, s. 18-19 / Seznam členů – stav k 20. listopadu 1970, s. 20-22
1/1970 [září?] Vážení přátelé [informace výboru o ustavení společnosti „Přátel…“ a o zahájení vydávání časopisu], s. 3 / Miloslav Čermák: Kapesní hodinky z r. 1757 s přepsaným letopočtem, s. 4-6 / -mák: Muzeum hodin města Vídně, s. 6-10 / -mák: Výstava historických hodin [na hradě ve Šternberku 4. června – 5. července 1970], s. 10-11 / O činnosti Německé společnosti pro chronometrii, sekce „Přátelé starých hodin“, s. 12-14 / Zprávy, s. 15-16 / Odborná literatura o hodinách, s. 16 / Seznam členů – stav k 22. srpnu 1970, s. 17-19 / Hodiny na rakouských známkách, s. 20